# アナタハンの女王事件
アナタハンの女王事件（アナタハンのじょおうじけん）とは1945年から1950年にかけて太平洋マリアナ諸島に位置するアナタハン島で発生し、多くの謎を残した複数の男性の怪死事件。別名「アナタハン事件」「アナタハン島事件」。

## 概要

### 南洋開発の支援下で

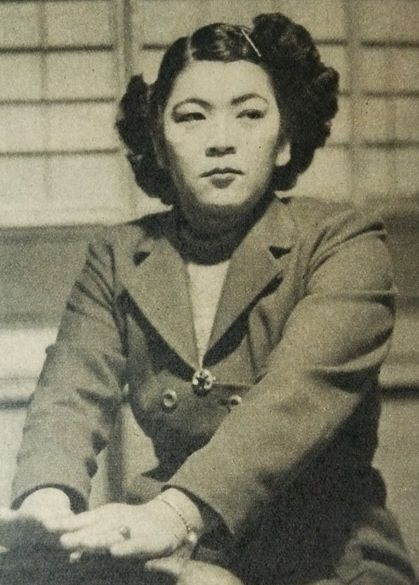
比嘉和子（1952年）

サイパン島の北方約117キロに位置するアナタハン島は、1945年当時日本の委任統治領北マリアナ諸島に属する島で、東西の長さ約9キロ・幅3.7キロの小島で、最高点は海抜788メートルという、元からの住人がわずか数十人に満たない火山が中心のなだらかな小島であった。
第二次世界大戦末期に、南洋興発社員を夫に持つ「比嘉和子」と、同社員の男性上司の菊一郎（ともに沖縄出身）、爆撃を受け沈没した徴用船3隻の船員（軍属）と乗り組みの海軍兵士、島に居合わせた陸軍兵士ら男31人（日本人で多くが10～20代の若者）が合流し、島に派遣され南洋興発からの物資を受けつつ、昔からの島の住人と自給自足に近い共同生活を送っていた。
1944年6月、日本の「絶対的国防圏」の要衝であったサイパン陥落を目指すアメリカ軍は、アナタハンにも激しい爆撃を加えた。元からの住人はすべてサイパン島に避難したが、日本人は島に残った。当初、菊一郎と和子はそれぞれ妻子と夫が出張で島を離れており、状況判断から2人は「夫婦」として男たちから離れて同居。31人の男たちも船ごとにそれぞれ集団を作って暮らしていた。そのうち全員が1人の女性を巡って争うようになり、1945年8月の終戦までに複数の行方不明者が出た。

### 終戦後
1945年8月の終戦時、この島に残留する日本人がいることを知ったアメリカ軍は拡声器で島の住人達に日本の敗戦を知らせたが、アナタハン島の日本人は信じず島を離れようとしなかった。その後アメリカ軍は、北マリアナ諸島一帯の信託統治の委譲などに手間を取られ、この島から離れようとしない日本人たちは放置された。敗戦後の島は「忘れられた」状態となり、彼らは南洋開発から与えられていた食料を食べ尽くし、イモを自作するようになるまでは、コウモリ、トカゲなどを捕って食べた。衣服もなく、木と木をこすり合わせて火を起こす、原始人のような生活を送る。
1946年8月、山中に墜落したアメリカ軍のボーイングB-29の残骸とパラシュートが発見され、その際、残骸の中から発見された4丁の拳銃を組み変えた拳銃2丁が手に入ったことから、男たちの力関係に変化が生ずる。これ以降、銃の存在が権力の象徴となり、以来女性を巡って、男性達の間で公然と殺し合いが行われるようになった。
まず、菊一郎が変死。その後、和子は、男たちのリーダーが選んだ若い男を「夫」とし暮らし始めたが、その「夫」も変死。さらに、その次の「夫」も同様に変死。「元凶は和子」とする雰囲気が強まり、生命の危険を感じた和子は1人でアメリカ軍に投降。これをきっかけに男たちも救出されたが、最後は32人から20人に減少していた。この時点までに死亡した男性は行方不明を含め13人に上った。救出された人々は1951年7月7日には日本本土に上陸して復員手続きを終えて解散したが、一部は同日に参議院引揚特別委員会に招かれて、懇談会を行ったという。

### メディアで話題に

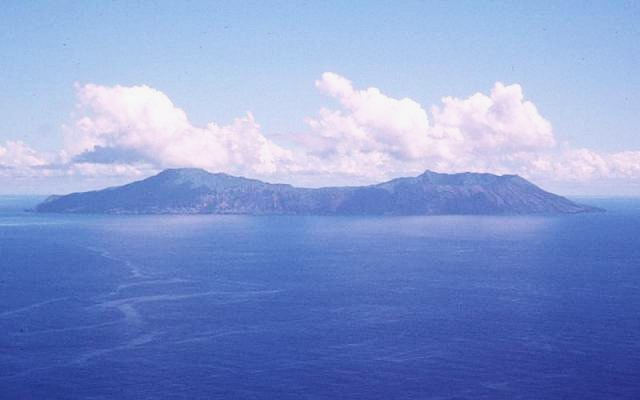
アナタハン島の全景

この男女の共同生活という敗戦秘話をメディアはセンセーショナルに取り上げ、戦争の話題に飽きかけた人々の好奇心を大いにかき立てた。最初にこの"事件"を報じたのは、1949年（昭和24年）2月22日の朝日新聞朝刊社会面最下段の小さなコラムに過ぎなかった「青鉛筆」で、「サイパン島から船で一昼夜、二百マイルほど北に『アナタバシ島』と呼ぶナゾの島がある」と島の名前も不正確にサイパンから帰国した日本人の「みやげ話」として紹介されたが、「日本軍の生き残り二十八名と女性一名がロビンソン・クルーソーみたいな生活をしている」と伝えられたが、あくまでもコラムという紙面の関係もあり、緊迫感の薄い戦後余話という内容の記事に過ぎなかった。
しかし、その1年3か月後の1950年5月10日に沖縄タイムス（太田良博記者）が、「島に今なお降伏せぬ三十名 比嘉氏は死亡 沖縄人漁夫二五名」の見出しで大きく取り上げた。「このほど連合軍当局からの要請により近親者からの投降勧告文が引揚援護庁を経て連合軍へ届けられた」と記述されていたことから、共同通信がアメリカ軍から得た情報を基に配信したことがわかり、アメリカ軍には正確な情報が入っていたことと考えられている。さらに3か月後の1950年8月14日には、2面トップで「終戦を知らずに“ア島”に七年 三十名の男の中に たった一人の女 カズ子さん、空路帰える」の見出しで「若い一女性が、このほどやっと米軍の保護に身をまかせ、グアム島経由、空路帰還を命ぜられて十一日朝、小禄飛行場に降り立った」と伝えた。和子本人へのインタビューの内容も伝え、「まるで“原始生活”だ　女も木の葉で腰ミノ」「投降を決意する 女の立場から離脱」などと報道。グループ内で感情の対立が始まり、闘争が血を見るまでに至り、6人の男が犠牲に倒れたことが初めてあらわにされた。
この記事を書いた太田良博記者は、のちに随筆で回想し、ある日、「南洋のジャングルから出てきたばかりの女が名護に来ているらしい。すぐ取材してくれ」と上司に言われて会いに行ったことを告白している。太田がさらに同紙系列の別のメディアに「アナタハンの女王蜂」の題で紹介したものが、「週刊朝日」同年10月8日号に要約、転載されたが、そこでは「男三十人にたった一人 孤島の女王蜂物語 アナタハン島に七年」の見出しで、リーダーの指名で決められた「夫」の死について、和子を得ようとする他の男に殺された可能性を示唆した。また、「ちょうど蜜蜂の世界における『女王蜂』のように、男が彼女を支配するのではなく、彼女が男たちを支配するようになった」、「食と性、その二つを支配する女王として、カズさんは君臨したわけであった」とも記載された。それ以降、この「孤島の愛欲」のイメージがメディアによって流布され、世間に定着していくことになる。

### 全員帰国

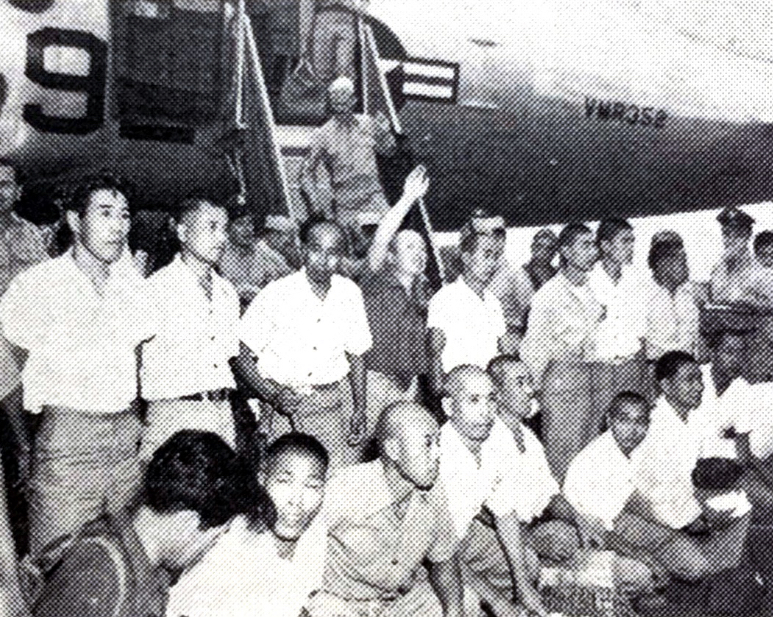
アメリカ軍機で羽田空港に到着した帰還者

沖縄に帰った和子が、まだ島に残る男たちの救出を訴えたことで、家族らが声を上げ始め、1951年5月22日の衆院外務委員会では、3隻の徴用船の1隻「兵助丸」の母港である神奈川県三浦郡三崎町（現三浦市）の町長らが提出した「引き揚げ促進」陳情と請願が提出された。その結果、6月30日、男たち19人が“降伏”し、7月6日、先に脱出していた1人と合わせた20人がアメリカ軍機で羽田に帰国した。

### アナタハンブーム
週刊朝日7月22日号は「二十人に記者四百人」の見出しを付け、報道が過熱していたことがわかる。報道各社が帰国した男たちの「引抜き合戦」に火花を散らした。カストリ雑誌は、露骨な性描写の読み物小説を挿絵入りで掲載。「アナタハン」は「長い間ご無沙汰」を意味する言葉として、流行語となる。同年内には兵助丸の1等水兵・丸山通郎の手記「アナタハン」が出版され「ただ、ひとりの女をめぐって、自分の若い情熱を傾けつくして、花火のように自分の生命を散らしてしまった人」と、和子をめぐる男たちの争いがあったことを示唆したが、他の帰国者らは一様に人間関係について言葉を濁したことから、さらなる憶測を呼んだ。翌年には、丸山は別の徴用船「海鳳丸」の乗組員である陸軍2等兵だった田中秀吉と共著で「アナタハンの告白」を出版したが、「はじめに」には「あの不条理な孤島生活にこそ生まれえた人間の悲しい宿命的、原初性をかい間見たのである」と書かれ、はるかにスキャンダラスな描写であり、和子をめぐり殺人が7～9件起こったと記した。
こうして、一連の怪事件はその後大々的に報道され、日本国内で「アナタハンブーム」となり女性のブロマイドが大変売れた。和子は「男を惑わす女」としても報道され、大衆の好奇の目に晒されたばかりか映画化も行われた。現場が孤島であった上に、戦中から終戦の混乱と、その後の日本委任統治からアメリカ信託統治への移行という、統治の空白地帯で発生した事件のため、現在でも死亡の原因について不明な点がある。
渡邉恒雄は当時週刊のタブロイド紙であった読売ウイークリーの若手記者時代に、アナタハンで暮らす日本人の情報をいち早くつかんでいた。当てもなく訪ねた三浦半島城ヶ島の漁師から偶然仕入れた話だったが、デスクが読売新聞に報告せず、ウイークリーの特ダネにしようとした結果、同紙が出る前日に毎日新聞が同じ話を社会面のトップで報じたため、特ダネを逃している。

### 現在
日本人が引き上げた後に元島民らが帰還した。島の火山に噴火したという記録や言い伝えはなかったが、1990年4月に島で火山性地震が多発したため、島民22名は全員サイパン島に避難した。

## 関連作品
ルポルタージュ
- アナタハン（丸山通郎 東和社 1951年）doi:10.11501/1659348
- アナタハンの告白（丸山通郎、田中秀吉 東和社 1952年）doi:10.11501/1707165
- 戦後未解決事件史（別冊宝島編集部編 宝島社 2005年）

小説
- アナタハン（岩崎栄 タイムズ出版社 1953年）
- 絶海密室（大野芳 新潮社 1998年）

映画
- アナタハン島の眞相はこれだ!!（盛野二郎監督、新大都映画 1953年） - 事件を猟奇的に扱ったもので和子本人が出演。
- アナタハン The Saga Of Anatahan （ジョセフ・フォン・スタンバーグ監督、東宝 1953年）

### 翻案作品
戯曲
- ヤシと女（飯沢匡脚本、長岡輝子演出 1956年初演） - 事件をモチーフとしたコメディ。台本は『飯沢匡喜劇全集 1』（未来社 1992年）所収。
- 女王と呼ばれた女（谷賢一脚本、棚澤孝義演出 2017年初演）

小説
- 東京島（桐野夏生 新潮社 2008年）- 舞台を現代に置き換えている。

漫画
- QUEEN BEE（魔木子 祥伝社 1993年）

映画
- グラマ島の誘惑（川島雄三監督、東宝・東京映画 1959年） - 上記『ヤシと女』の映画化。
- 東京島（篠崎誠監督、ギャガ 2010年） - 上記同名小説の映画化。

その他の映像作品
- ジョリン・ツァイ（蔡依林）『你也有今天 (Karma)』ミュージック・ビデオ（2019年）